# Clathria irregularis
Clathria irregularis är en svampdjursart som först beskrevs av Burton 1931.  Clathria irregularis ingår i släktet Clathria och familjen Microcionidae. Inga underarter finns listade i Catalogue of Life.